# الجامعات الزراعية (الهند)
الجامعات الزراعية هي معظمها جامعات حكومية في الهند متخصصة في التدريس والبحث والارشاد في مجال الزراعة والتخصصات ذات الصلة. في الهند، تطور التعليم الزراعي إلى مجال كبير ومميز، غالبًا منفصلاً عن المجالات الأخرى للتعليم العالي. العديد من هذه الجامعات عضو في جمعية مسجلة تسمى اتحاد الجامعات الزراعية الهندية.